# أحمد صيام
أحمد صيام (20 نوفمبر 1953 -)، ممثل مصري ولد في مدينة المنصورة بمحافظة الدقهلية. تخرج في كلية التجارة بجامعة القاهرة.

## مشواره الفني
قادت الصدفة أحمد صيام لدخول مجال التمثيل، ففي البداية اكتشفه المخرج شاكر خضير وهو لا يزال طالبًا جامعيًا، فعرض عليه القيام ببطولة مسرحية (كرنفال الأشباح) فوافق، اعتبر التمثيل مجرد هواية حتى بعد تخرجه من الجامعة. بعدها عرض عليه المخرج المسرحي جلال الشرقاوي الالتحاق بالمعهد العالي للفنون المسرحية.
استعان به المخرج فهمي الخولي ليؤدي دورًا صغيرًا في مسرحية (الرهائن)، ما مهد له الطريق ليقدم العديد من الأدوار المساعدة في عشرات الأعمال التلفزيونية، منها: (أخو البنات، ليلة القبض على فاطمة، رحلة السيد أبو العلا البشري، الراية البيضا). كما شارك في العديد من الأفلام السينمائية منها: (استغاثة من العالم الآخر، البحر بيضحك ليه، جاءنا البيان التالي).

## من أعماله
- طير بينا يا قلبي
- الورشة
- المغامرون الخمسة والسفر الراسى عبر الزمن
- حرب الجواسيس
- الباطنية
- السفارة في العمارة
- بوبوس
- عبودة ماركة مسجلة
- تاجر السعادة
- على جنب يا أسطى
- طول الليالي
- للعدالة وجوه كثيرة
- علي سبايسي
- خارج على القانون
- عصابة بابا وماما
- زهرة وأزواجها الخمسة
- الإرهاب
- الشبح
- عريس دليفري
- مدرسة الأحلام
- رقم مجهول
- ألف سلامة
- أزمة سكر
- الزوجة الثانية
- نيران صديقة
- العقرب
- آدم وجميلة
- حاميها وحراميها
- على كف عفريت
- أزمة نسب
- الشك
- زلزال[2]
- ادم
- شديد الخطورة
- بحر
- الحوت الأزرق
- يوم العرض
- خيط حرير
- بيت الرفاعي
- حكيم باشا

## وصلات خارجية
- أحمد صيام على موقع IMDb (الإنجليزية)
- أحمد صيام على موقع الدهليز
- أحمد صيام على موقع قاعدة بيانات الأفلام العربية